# Gerry Ashmore
Gerald Ashmore (25 de julho de 1936 – 25 de agosto de 2021) foi um automobilista britânico nascido na Inglaterra. Ele participou de 4 Grandes Prêmios de Fórmula 1, porém não conseguiu marcar nenhum ponto.
Gerry Ashmore faleceu em 25 de agosto de 2021, aos 85 anos, depois de uma longa batalha contra o câncer.